# Sacorvièla
Sacorvièla (francès Saccourvielle) és un municipi francès situat al departament de l'Alta Garona i a la regió d'Occitània.